# سوپلینگنبورگ
سوپلینگنبورگ (به آلمانی: Süpplingenburg) یک شهر و قلعه در آلمان است که در هلمشتدت واقع شده‌است. سوپلینگنبورگ ۶۸۴ نفر جمعیت دارد.